# Rudolf Trampler
Rudolf Trampler (* 27. Februar 1898 in Speyer; † 7. August 1974) war ein deutscher Politiker (NSDAP).

## Leben
Rudolf Trampler wuchs in Speyer auf und absolvierte dort die Volks- und Mittelschule. Letztere verließ er mit der Obersekundareife. Anschließend arbeitete er bis 1917 im Bezirksamt Speyer. Vom 11. Dezember 1917 bis zum 10. November 1918 nahm er am Ersten Weltkrieg als Gefreiter teil und wurde mit dem Eisernen Kreuz II. Klasse ausgezeichnet. Ab 1921 studierte er an der Hochschule für Landwirtschaft und Brauerei Weihenstephan und machte dort 1925 seinen Abschluss als landwirtschaftlicher Diplomingenieur.
Bereits 1921 trat er der NSDAP und der SA bei. Nach dem Verbot der Organisationen durch die Rheinlandkommission trat er der Partei im Mai 1928 erneut bei (Mitgliedsnummer 104.695) und gründete die Ortsgruppe Speyer mit. 1929 wurde er in den Stadtrat von Speyer gewählt. Im Gau Rheinpfalz war er vom 25. Januar 1931 bis zum 1. Februar 1943 Gaupropagandaleiter. Von Joseph Goebbels wurde er am 21. August 1933 zum Leiter der Landesstelle des Reichsministeriums für Volksaufklärung und Propaganda im Gau Rheinpfalz und 1935 in Personalunion zum Landeskulturwalter ernannt (ab 1936 Saarpfalz, ab 1940 Westmark). Das Amt bekleidete er bis zum 1. Februar 1943. 1937 wurde er zusätzlich Leiter des Reichspropagandaamts in Neustadt an der Weinstraße.
Vom 13. April 1943 bis zum 23. März 1945 übte er das Amt des Oberbürgermeisters von Speyer aus. In den letzten Kriegstagen floh er nach München, wurde jedoch später in Landau in der Pfalz interniert. Im Entnazifizierungsverfahren wurde er als „Belasteter“ eingestuft. Auf Beschluss des Speyerer Stadtrats erhielt er jedoch 1957 seine Ruhestandsbezüge.